# Минесота Сити (Минесота)
Минесота Сити (енгл. Minnesota City) град је у америчкој савезној држави Минесота.

## Демографија
По попису из 2010. године број становника је 204, што је 31 (-13,2%) становника мање него 2000. године.
| Група             | 2000.       | 2010.       |
| Белци             | 234 (99,6%) | 202 (99,0%) |
| Афроамериканци    | 0 (0,0%)    | 0 (0,0%)    |
| Азијати           | 0 (0,0%)    | 0 (0,0%)    |
| Хиспаноамериканци | 1 (0,4%)    | 1 (0,5%)    |
| Укупно            | 235         | 204         |